# Antony Gooszen
Antony Jan Gooszen (Wilnis, 31 december 1864 - Soerakarta, 18 april 1922) was een officier in het Koninklijk Nederlandsch-Indisch Leger en leider van een militair exploratiedetachement in Nederlands-Nieuw-Guinea.

## Militaire loopbaan
Gooszen werd als loteling van lichting 1884 op 12 mei ingedeeld bij het 4e regiment infanterie in de gemeente Leiden. Nog in hetzelfde jaar werd hij bevorderd tot korporaal en in het jaar daarop tot sergeant. In die rang tekende hij een contract voor zes jaar. In 1889 werd hij 2e luitenant der infanterie bij het Nederlands-Indisch Leger. Gooszen arriveerde in 1890 in Batavia, waar hij tot 1892 zou zijn gelegerd bij het stadsgarnizoen. Daarna diende hij achtereenvolgens in Celebes en Atjeh, waar hij deelnam aan de oorlog. In 1897 raakte hij gewond in de slag om Kloof Beniet. Voor zijn krijgsverrichtingen in de Atjeh-oorlog werd hij benoemd tot Ridder 4e klasse der Militaire Willemsorde (Koninklijk Besluit van 28 september 1899 nummer 33). Vanaf 1899 diende hij als adjudant van de commandant van de Afdeling Zuid- en Oost Borneo. Daarna verbleef hij enkele jaren in Nederland voor een vervolgopleiding en studie aan de Militaire Academie, waarna hij werd bevorderd tot kapitein. Terug in Indië diende hij onder meer bij de Topografische Dienst in Salatiga en bij een garnizoensbataljon in de Molukken. Uiteindelijk werd Gooszen militair commandant van het bestuursdistrict Amboina en Ternate, maar werd om gezondheidsredenen in 1914 eervol ontheven uit deze functie. In 1917 ging hij, inmiddels luitenant-kolonel, op eigen verzoek met vervroegd pensioen. In 1922 overleed hij op 57-jarige leeftijd in Soerakarta.

## Openlegging van Nieuw-Guinea
Kapitein Antony Gooszen zal vooral herinnerd worden als een der commandanten van de militaire exploratiedetachementen die het toentertijd vrijwel onbekende Nederlands-Nieuw-Guinea openlegden op gezag van gouverneur-generaal Van Heutsz. Als aanvoerder van het zuidelijke detachement van het eiland leidde hij tussen juli 1907 en juli 1908 verscheidene expedities vanaf de kust naar de binnenlanden. Maar door malaria geveld moest Gooszen zich voortijdig terugtrekken uit dit project, dat uiteindelijk zes jaar zou duren. Van de zware verkenningstochten, waarbij veel ontdekkingen werden gedaan op allerlei gebied, deed hij verslag in een serie NRC-artikelen onder het pseudoniem Pionier. Ook publiceerde hij een aantal artikelen in wetenschappelijke tijdschriften. Daarnaast heeft Gooszen veel etnografische objecten verzameld of laten verzamelen, zowel in Nieuw-Guinea als later in de Molukken. Ze worden beheerd in de wereldmusea in Leiden en Amsterdam.

## Selectie bibliografie
- 'Het militaire exploratie-detachement voor Zuid-Nieuw-Guinea', in: Orgaan der Indische Krijgskundige Vereeniging 23, 1908
- 'De strandbewoners van Zuid-Nieuw-Guinea en hunne dorpen', in: Tijdschrift Aardrijkskundig Genootschap 25, 1908
- 'Hoe Nederlandsch Nieuw-Guinea geëxploreerd werd en wordt', in: Tijdschrift Aardrijkskundig Genootschap 30, 1913
- 'De Majo-mysteriën ter Nieuw-Guinea's Zuidkust', in: Bijdragen tot de Taal-, Land- en Volkenkunde van Nederlandsch-Indië 69, 1914
- 'De bewoners van Nederlandsch Nieuw-Guinea', in: De Volken van Nederlandsch-Indië. Amsterdam, dl. 2, 1920, p. 104-127